# Pentachlorek fosforu
Pentachlorek fosforu (nazwa Stocka: chlorek fosforu(V)), PCl
5 – nieorganiczny związek chemiczny z grupy chlorków kwasowych.

## Otrzymywanie
PCl
5 otrzymywany jest w reakcji chlorowania PCl
3. Tą metodą w 2000 roku wyprodukowano go w ilości ok. 10 tys. ton.
PCl
3 + Cl
2 ⇄ PCl
5 (ΔH = −124 kJ/mol)
PCl
5 istnieje w równowadze z PCl
3 i chlorem. W temperaturze 180 °C stopień dysocjacji wynosi ok. 40%. Ze względu na istnienie takiej równowagi, próbki PCl
5 często zawierają chlor, który powoduje żółtozielone zabarwienie substancji.

## Budowa
W fazie gazowej i ciekłej PCl
5 jest obojętną cząsteczką o symetrii bipiramidy trygonalnej (D3h), zawierającą 3 standardowe kowalencyjne wiązania P−Cl w płaszczyźnie ekwatorialnej oraz jedno liniowe trójcentrowe wiązanie czteroelektronowe Cl−P−Cl, w którym uczestniczą dwa aksjalne atomy chloru. Podobną budowę mają cząsteczki PCl
5 w roztworach w rozpuszczalnikach niepolarnych, np. CS
2 i CCl
4.
W stanie stałym PCl
5 ma budowę jonową, z tetraedrycznymi kationami PCl+
4 i oktaedrycznymi anionami PCl−
6. Podobne jony obserwuje się w stężonych roztworach PCl
5 w rozpuszczalnikach polarnych w wyniku autodysocjacji:
2PCl
5 ⇄ [PCl+
4][PCl−
6]
Zakładane dawniej występowanie dimerów P
2Cl
10 nie znajduje potwierdzenia w badaniach spektroskopii Ramana.
W rozcieńczonych roztworach w rozpuszczalnikach polarnych autodysocjacja ma inny przebieg:
PCl
5 ⇄ [PCl+
4]Cl−

## Zastosowanie
Stosowany jest do chlorowania oraz jako katalizator. Przykładowe reakcje chlorowania:
kwas karboksylowy + PCl
5 → chlorek acylu + POCl
3 + HCl
alkohol + PCl
5 → chlorek alkilowy + POCl
3 + HCl
R
2C=O + PCl
5 → R
2CCl
2 + POCl
3
PCl
5 + 2NO
2 → PCl
3 + 2NO
2Cl
Ponadto reaguje z dimetyloformamidem z wytworzeniem odczynnika Vilsmeiera, [(CH
3)
2NCClH]Cl, służącego do otrzymywania pochodnych benzaldehydu. PCl
5 reaguje też ze styrenem dając pochodne fosfonianowe.